# Zyginella orla
Zyginella orla är en insektsart som beskrevs av Irena Dworakowska 1977. Zyginella orla ingår i släktet Zyginella och familjen dvärgstritar. Inga underarter finns listade i Catalogue of Life.